# Nationaal Park Jasmund
Het Duitse Nationaal Park Jasmund (Duits: Nationalpark Jasmund) is een nationaal park op het schiereiland Jasmund (deel van het eiland Rügen) in de deelstaat Mecklenburg-Voor-Pommeren. De oprichting van het nationaal park vond plaats op 12 september 1990. Het Nationaal Park Jasmund is met 30,03 km² het kleinste van Duitsland en staat bekend om zijn hoge rotsen met krijtgesteente aan de Oostzeekust. Het overige deel van het nationaal park bestaat uit zeer oude, onaangeraakte beukenbossen. Vanwege zijn diversiteit en oerboskarakter is het op 25 juni 2011 toegevoegd aan UNESCO's werelderfgoedinschrijving «Oude en voorhistorische beukenbossen van de Karpaten en andere regio's van Europa». Het gebied varieert qua hoogte tussen de 60 en 161 meter boven zeeniveau en ligt als het ware op een massief krijtblok. Nationaal Park Jasmund is bovendien opgenomen in het Natura 2000-netwerk van de Europese Unie.

## Oorsprong
De krijtformaties zijn grotendeels gevormd tijdens het eind van het Krijt en verder geslepen tijdens het Pleistoceen en Holoceen. De oorsprong van het gesteente dateert uit het Boven Krijt (ca. 70 miljoen jaar geleden). In het sediment zijn daarom fossielen van zoutwaterorganismen uit het Paleozoïcum te vinden.

## Flora en fauna
De bossen van het nationaal park bestaan voor ongeveer 80% uit beuken (Fagus sylvatica). In de bossen groeien vele bloemen als leverbloempje (Anemone hepatica), rood bosvogeltje (Cephalanthera rubra), welriekende nachtorchis (Platanthera bifolia), vrouwenschoentje (Cypripedium calceolus) en in de ondergroei van het beukenbos zijn struiken te vinden als hulst (Ilex aquifolium). De krijtrotsen zijn de enige plaatsen in het noorden van Duitsland waar soorten als slechtvalk (Falco peregrinus), huiszwaluw (Delichon urbicum), gierzwaluw (Apus apus) en zwarte roodstaart (Phoenicurus ochruros) in een natuurlijke biotoop broeden. Ook de zeearend (Haliaeetus albicilla) is een regelmatige bezoeker. In de oude bossen broeden vogelsoorten als kleine bonte specht (Dendrocopos minor), zwarte specht (Dryocopus martius), fluiter (Phylloscopus sibilatrix), bonte vliegenvanger (Ficedula hypoleuca) en kleine vliegenvanger (Ficedula parva). Ook is het een van de weinige gebieden in Duitsland waar jaarlijks enkele grauwe fitissen (Phylloscopus trochiloides) broeden.

## Toerisme

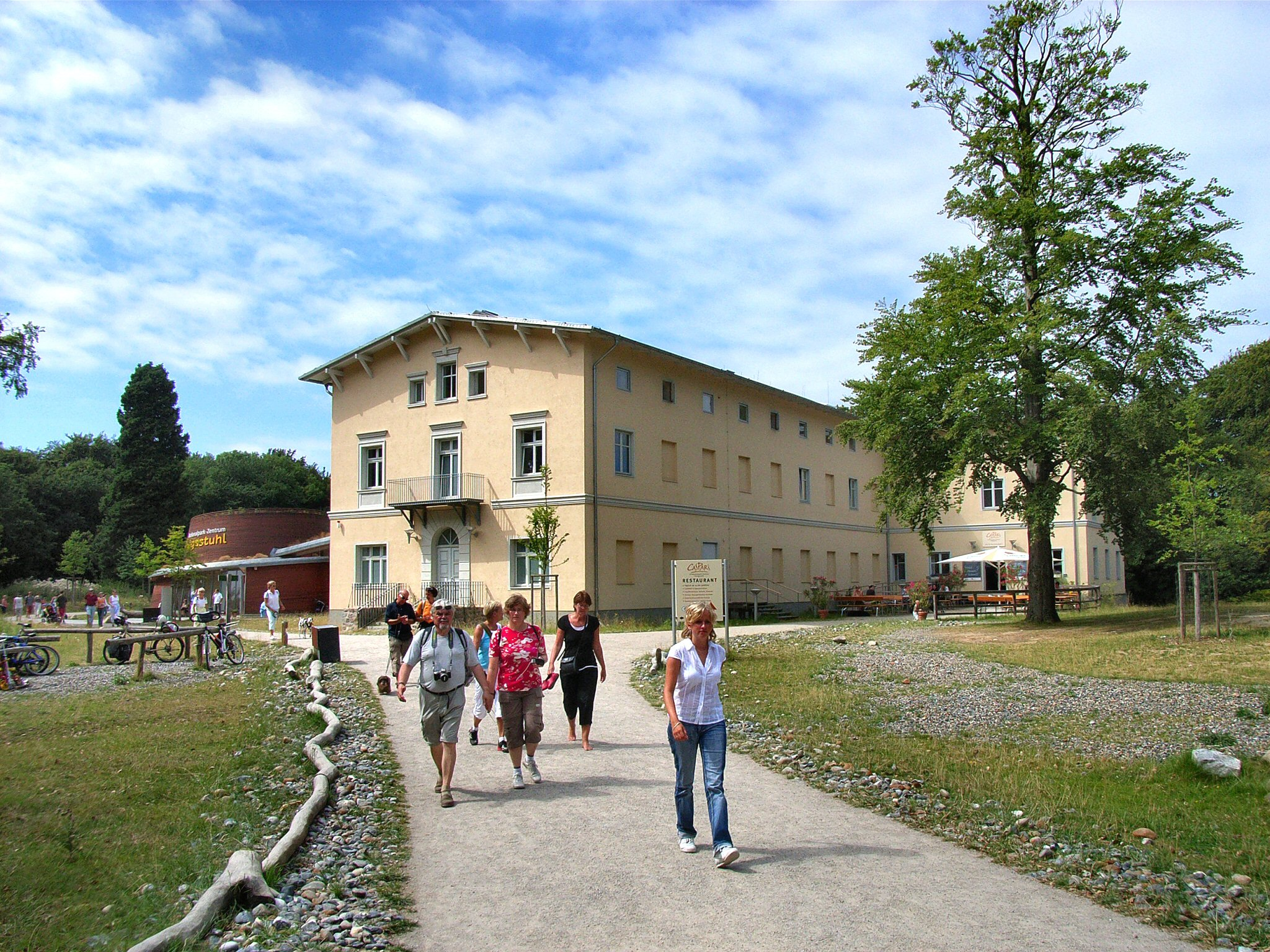
Bezoekerscentrum Königsstuhl.

Vlak bij de krijtformaties aan de Oostzeekust bevindt zich het bezoekerscentrum Königsstuhl. Het heeft vier etages, waar bezoekers kunnen zien hoe het landschap zich heeft gevormd en wat er te zien is in het Nationaal Park Jasmund. Er is ook een bistro aanwezig.

## Afbeeldingen

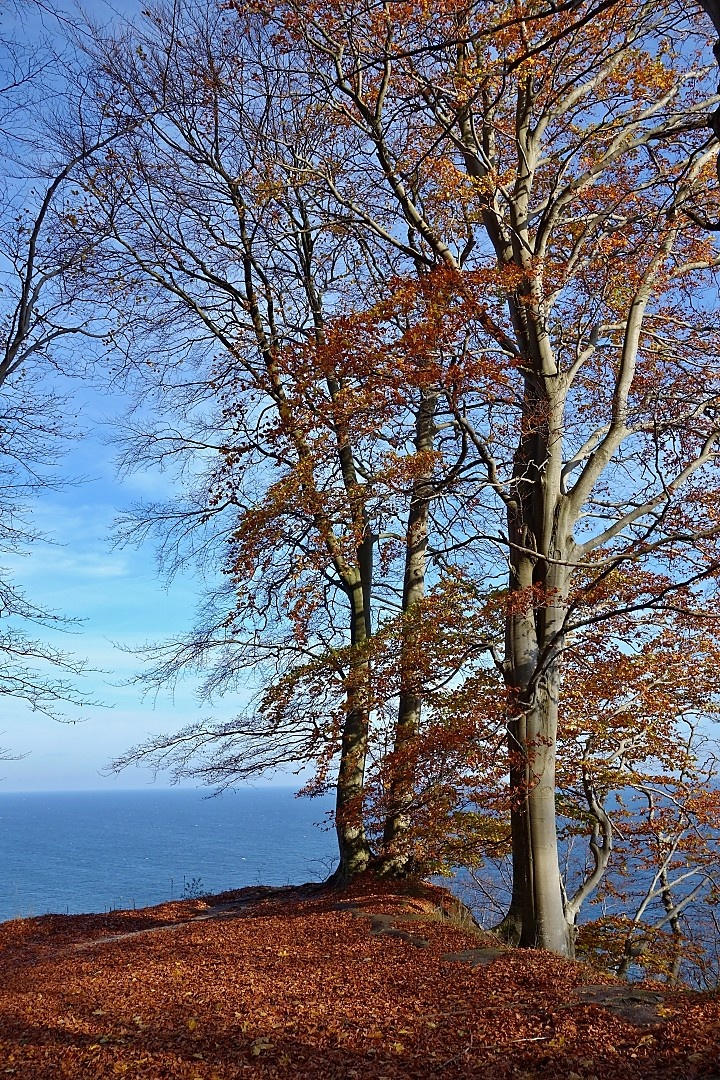
Beuken bovenaan de krijtrotsen.
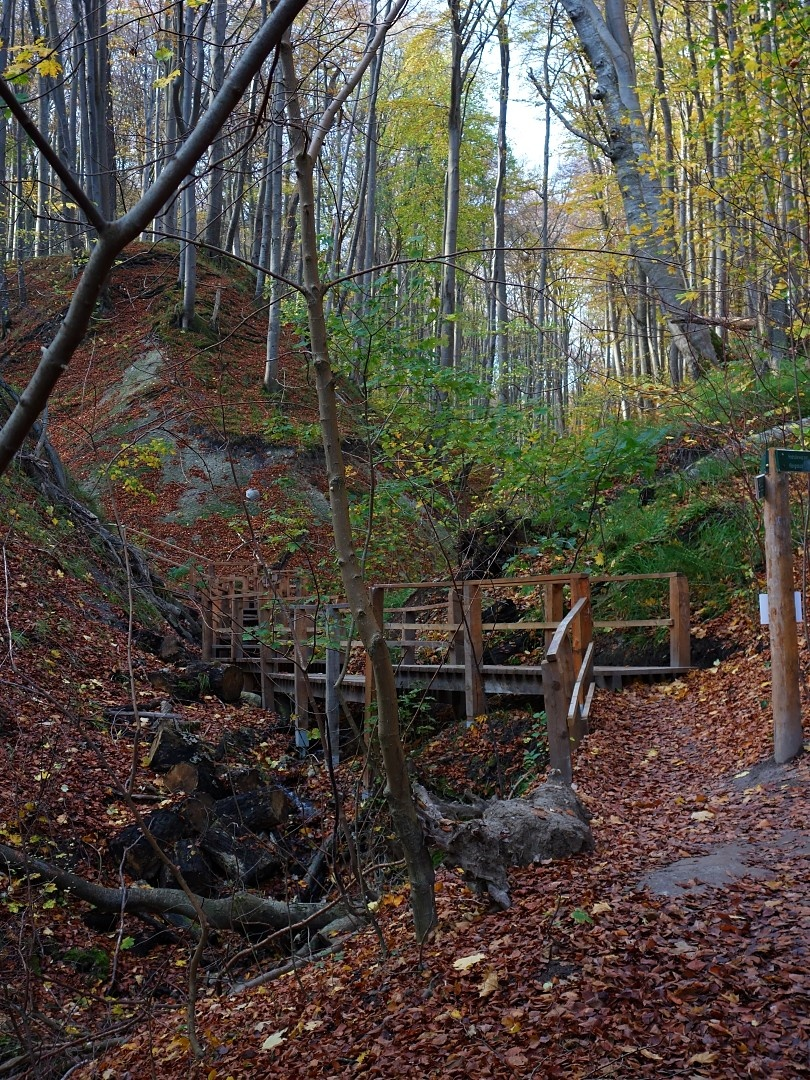
Wandelroute door het beukenbos.
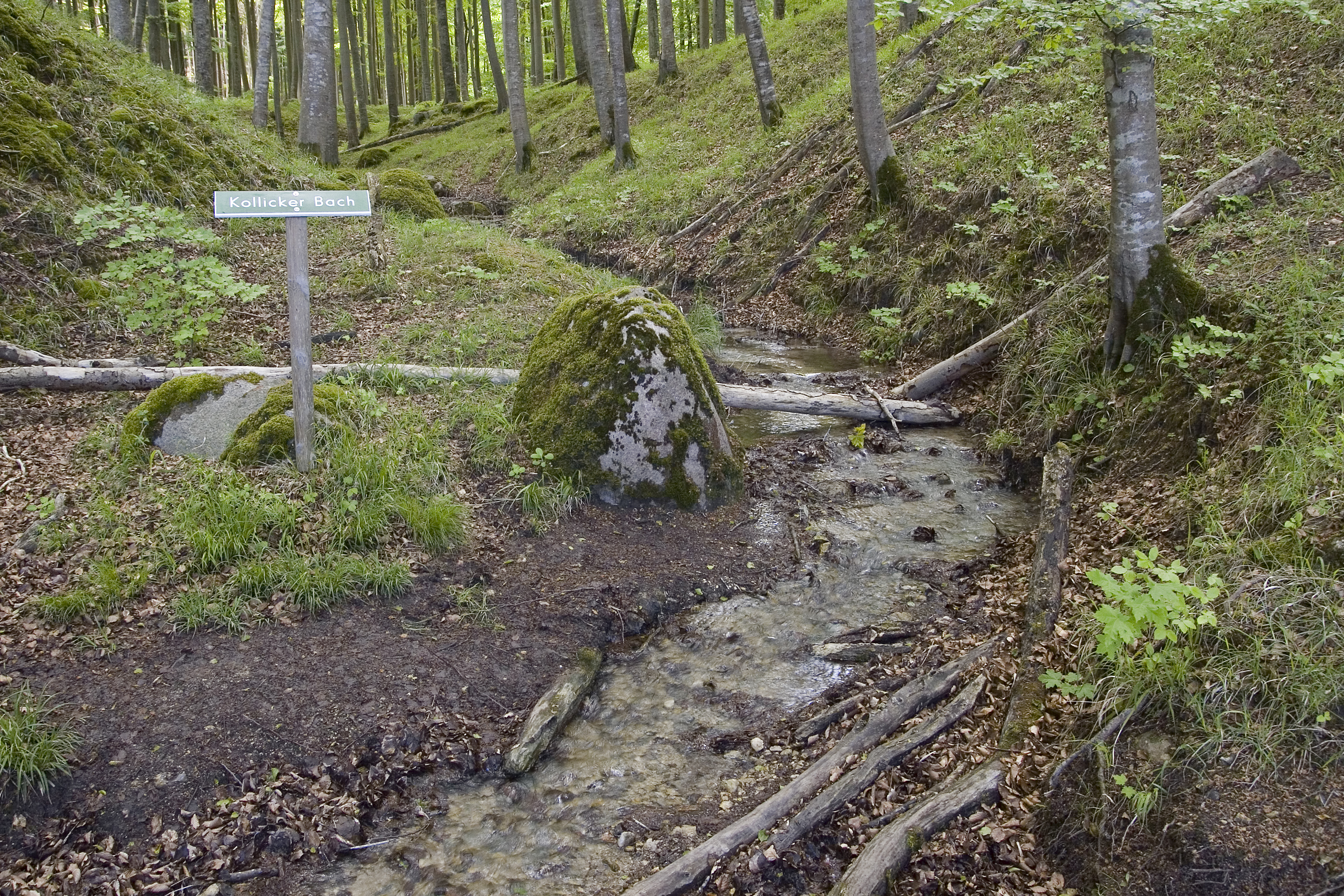
De Kollicker Bach stroomt door de beukenbossen van Jasmund.
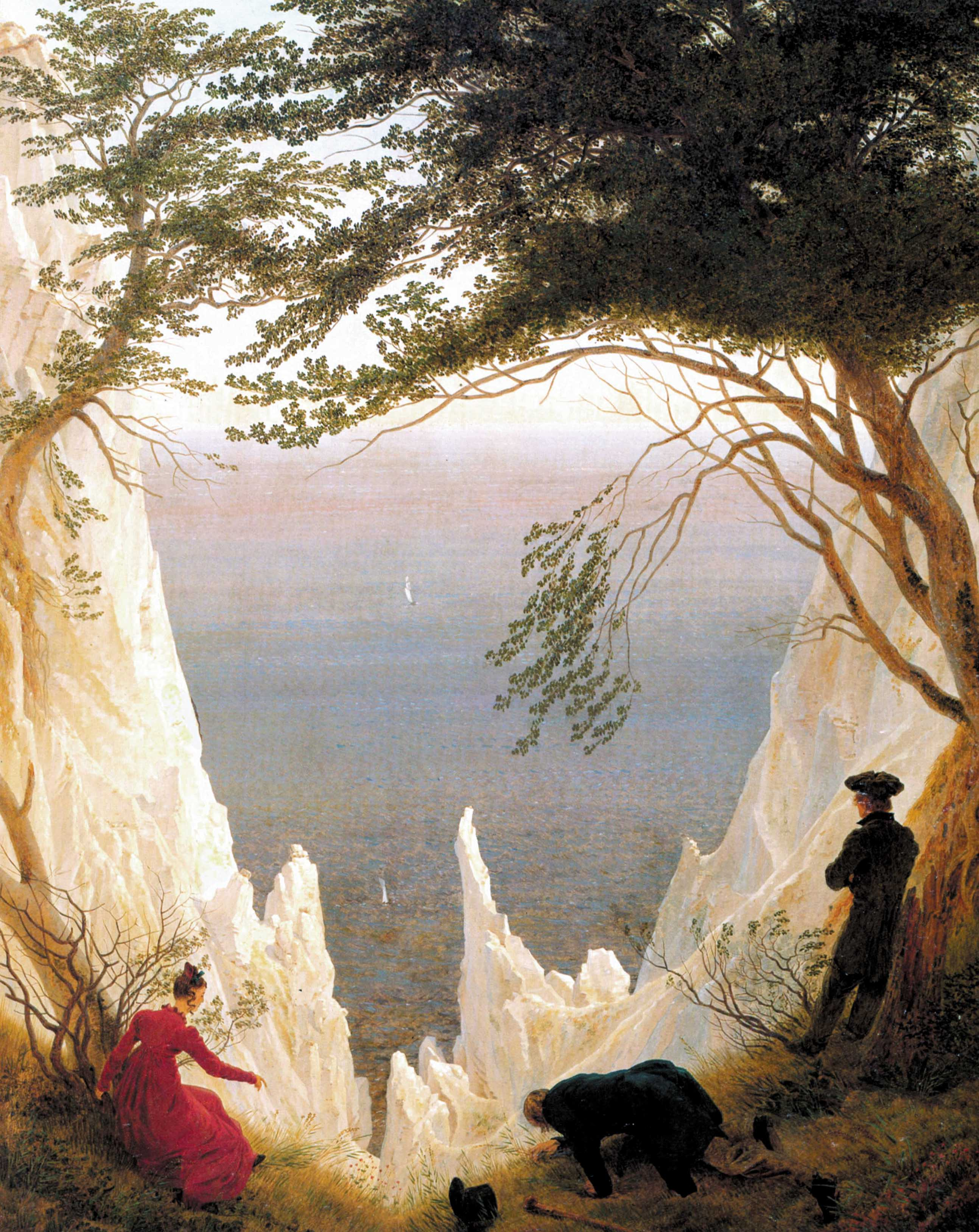
Caspar David Friedrich - Kreidefelsen auf Rügen.
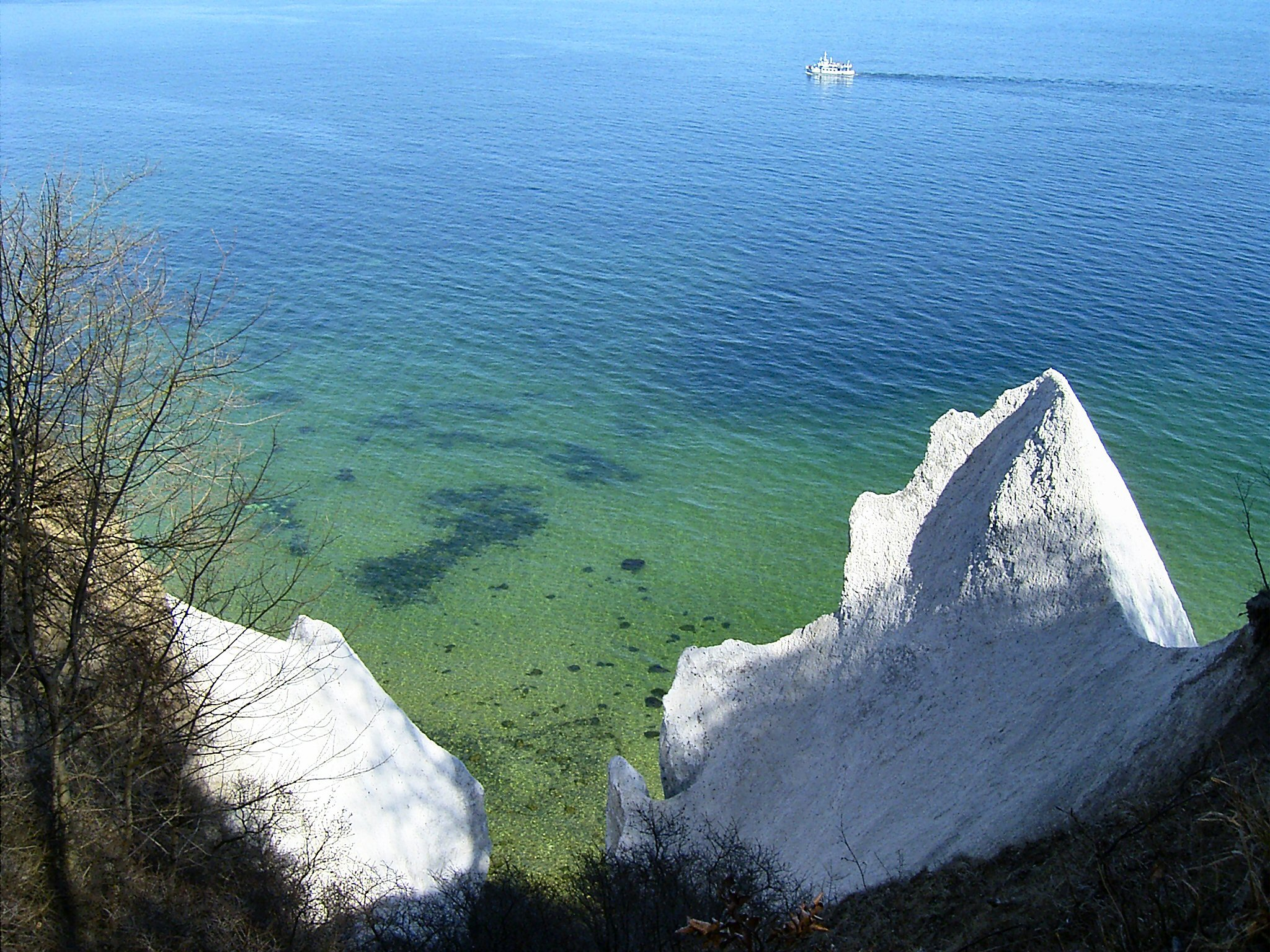
Wissower Klinken.
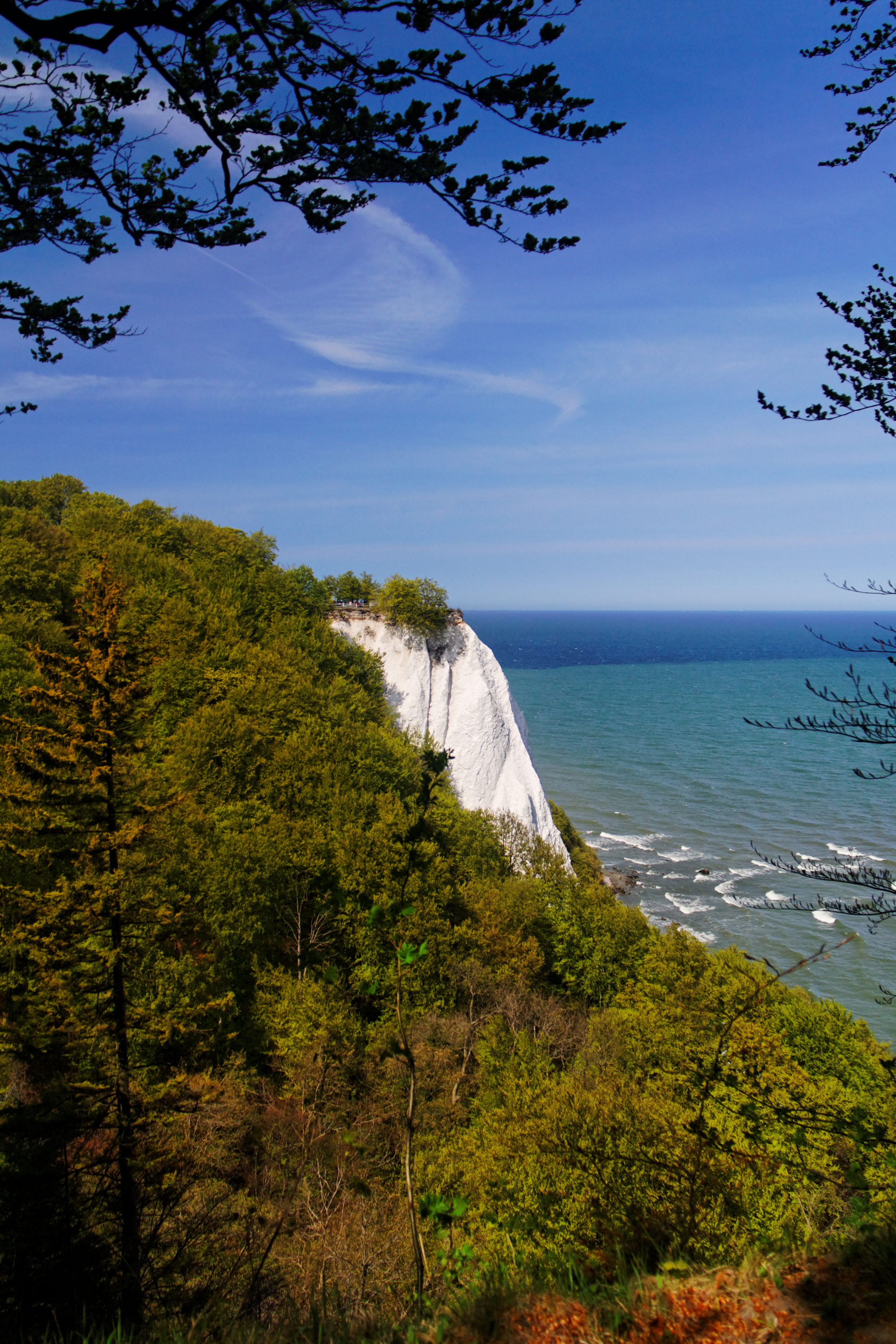
Königsstuhl.
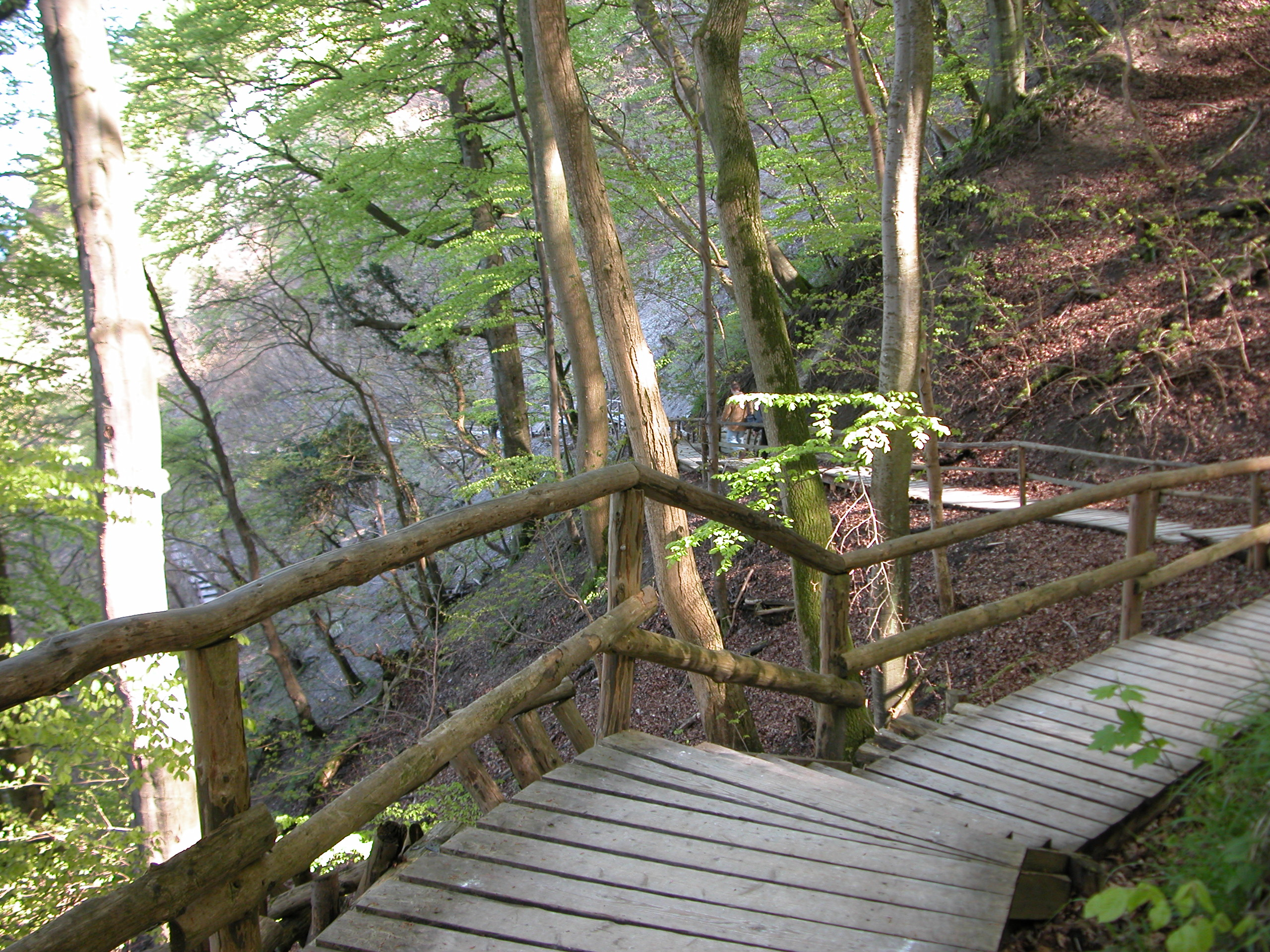
Vlonderpad door het beukenbos.
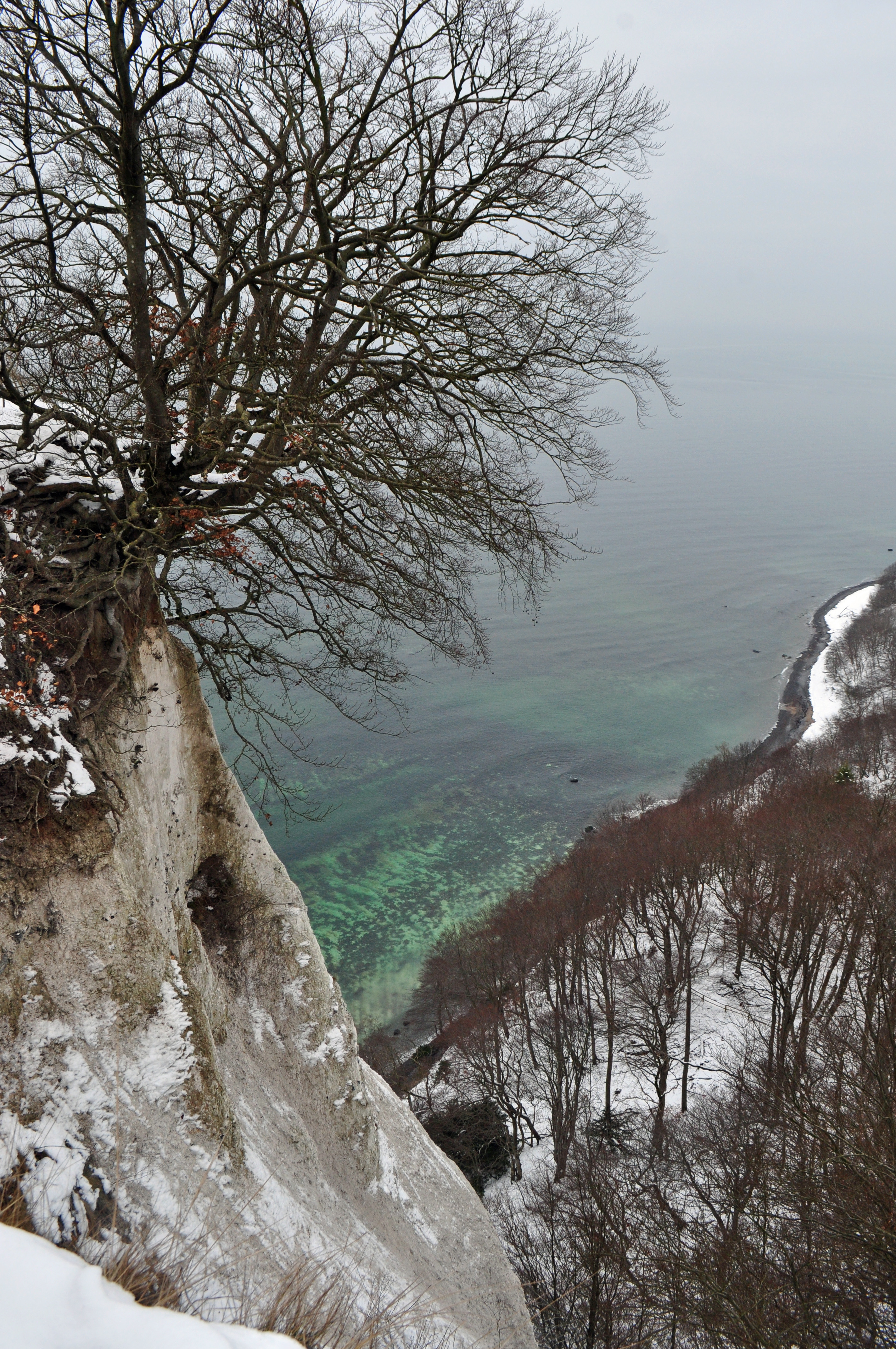
Königsstuhl in de winter.
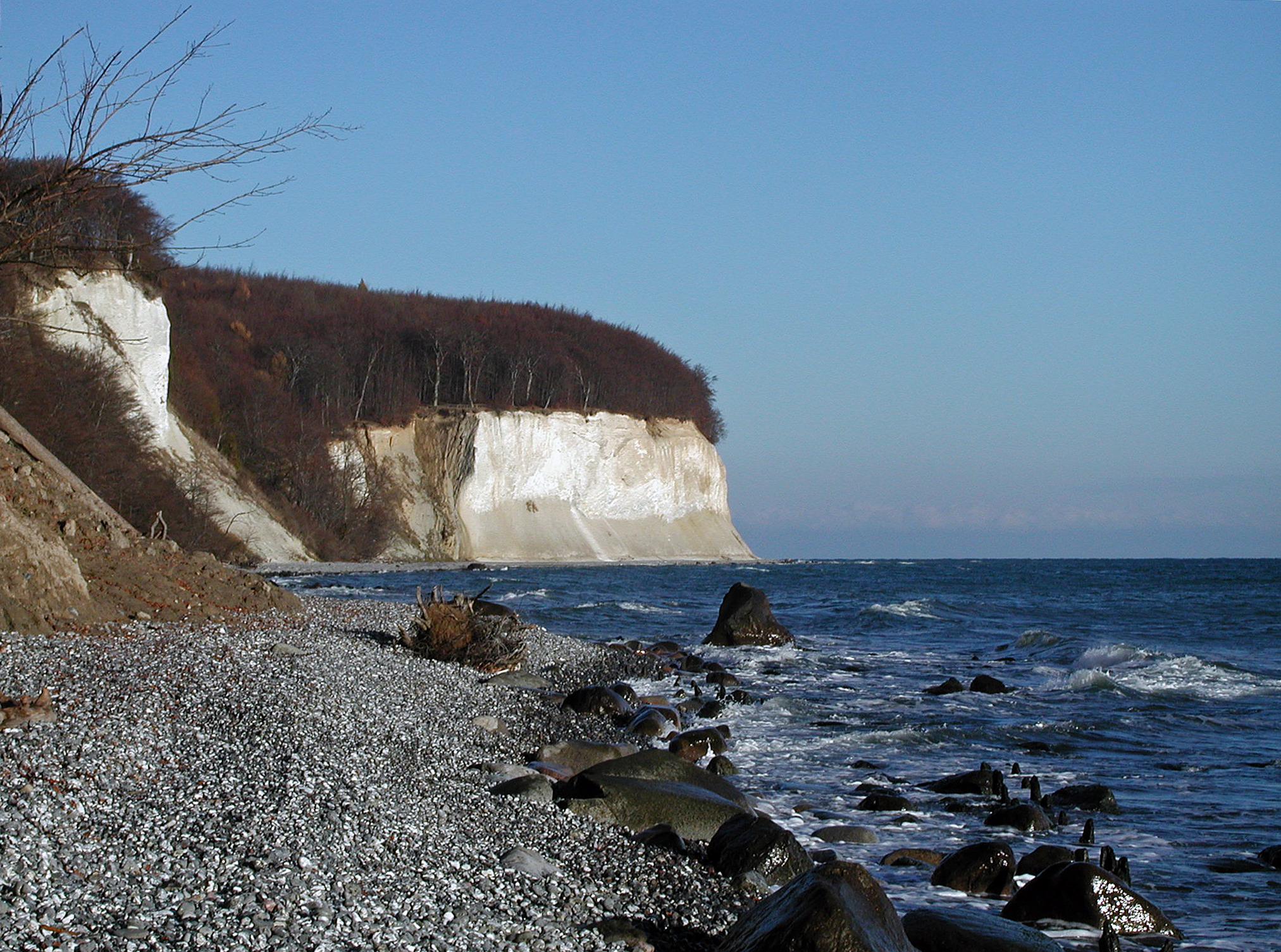
Krijtformaties van Jasmund.

Bayerischer Wald ·
Berchtesgaden ·
Eifel ·
Hainich ·
Hamburgisches Wattenmeer ·
Harz ·
Hunsrück-Hochwald ·
Jasmund ·
Kellerwald-Edersee ·
Müritz ·
Niedersächsisches Wattenmeer ·
Sächsische Schweiz ·
Schleswig-Holsteinisches Wattenmeer ·
Schwarzwald ·
Unteres Odertal ·
Vorpommersche Boddenlandschaft